# Jardín de Takasaki
El Jardín de Plantas Tintóreas de la Ciudad de Takasaki en japonés: 高崎市染料植物園 es un jardín botánico de 85 183 m² de extensión, especializado en plantas tintóreas, que se encuentra en la ciudad de Takasaki en la prefectura de Gunma, Japón. 

## Localización
Se encuentra ubicado en Teraomachi 2302-11, Takasaki-shi, prefectura de Gunma, 370-0865, Japón.
36°30′N 138°58′E / 36.500, 138.967
- Altitud : 170 a 180 m s. n. m.
- Temperatura media anual : 14,6 °C
- Precipitaciones medias anuales : 1 228,5 mm

Es visitable por el público en general, siendo los jardines gratis y pagando una tarifa de entrada en las exposiciones.

## Historia
Japón tiene una larga tradición de tinte vegetal, y el jardín botánico fue creado en 1994 por la prefectura de Gunma con el objetivo de informar al público sobre esta historia, sobre las distintas plantas utilizadas a través de los tiempos y sobre las técnicas de tinte vegetal y el tinte al añil. 

## Colecciones
Las colecciones de plantas aquí presentes describen la historia del tinte vegetal en Japón, explicando lo que se utilizaba en tiempos pretéritos qué plantas, para qué color etc, agrupadas en diferentes senderos de visita, así: 
- Sendero Asuka Nara, la técnica refinada del tinte vegetal llegó del continente asiático al mismo tiempo que la era Asuka (538-710), y que el budismo. El emperador de Japón entonces había instaurado un sistema particular, inspirado en el budismo, que dividía al Tribunal en 12 filas, cada una de ellas constituidas por 2 (un menor y un mayor de edad) y que correspondían a las 6 virtudes esenciales: la virtud de la bondad, la etiqueta, la honestidad, la equidad y la sabiduría. Los cortesanos debían llevar ropas de colores diferentes según la fila a la cual pertenecían, lo que favoreció el desarrollo del tinte vegetal. Las plantas utilizadas entonces eran: Carthamus tinctorius, Lithospermum erythrorhizon, Persicaria tinctoria, Rubia argyi, Miscanthus tinctorius, Alnus japonica, Cryptomeria japonica, etc. En esta parte del sendero se encuentran unas 30 especies diferentes.

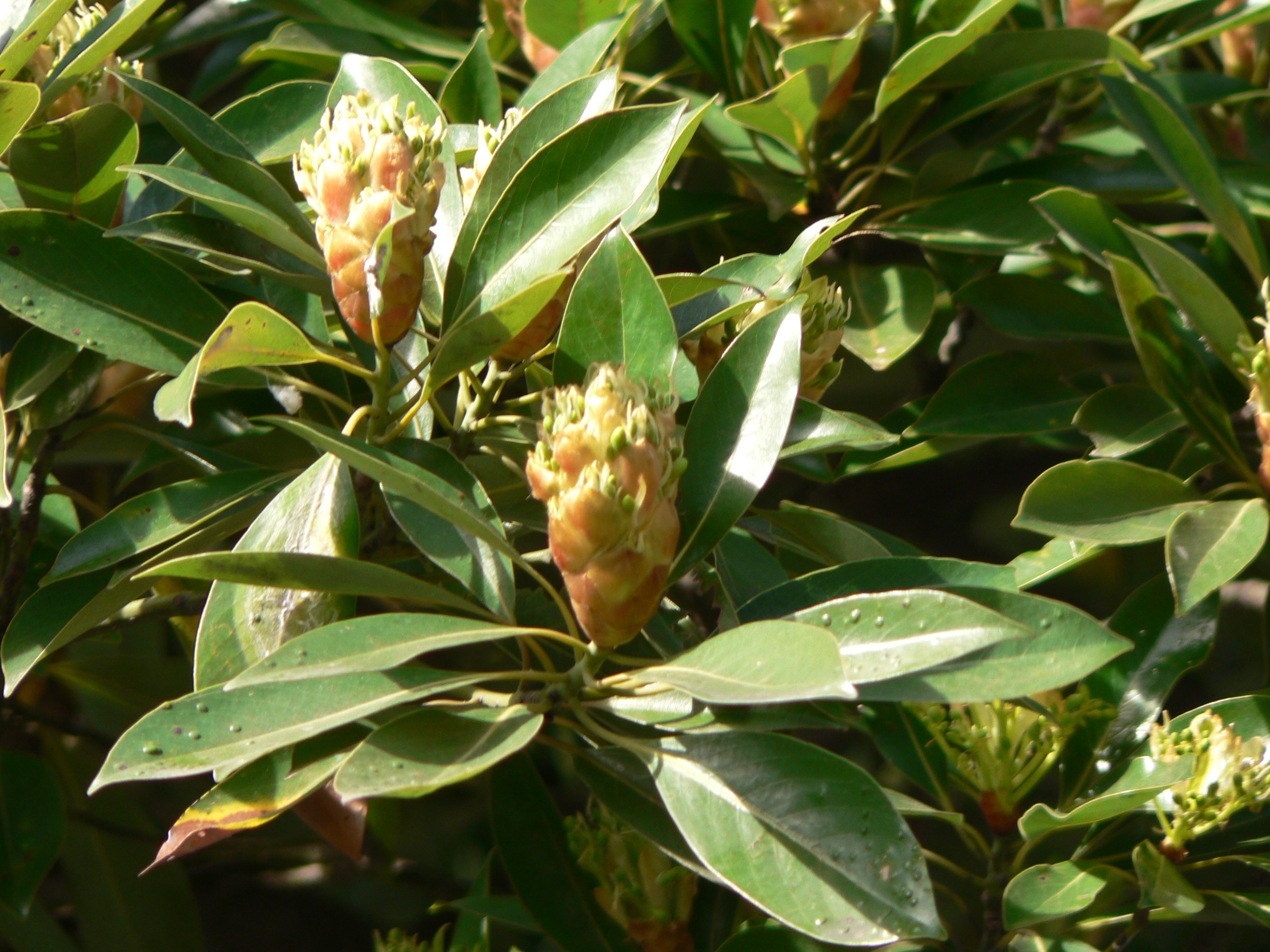
Ramas e inflorescencias de Machillus thunbergii.

- Sendero Heian Kamakura, durante la era Heian (794-1185), Japón desarrolló su propia cultura y se considera que este es uno de los periodos más ricos de la historia de Japón en materia artística. Durante la era Kamakura (1185-1333), el samurái adquiere estatuto y prestigio: las armaduras compiten entonces en unos colores espléndidos. Una veintena de plantas constituyen esta parte de la senda, incluidas Rosa rugosa Thunb., Chamaecyparis obtusa, Quercus myrsinifolia, Machilus thunbergii (o Persea thunbergii)...
- Sendero Muromachi Edo, la era Muromachi (1336-1573) se obscurece por las guerras internas y Japón desarrolla entonces una técnica particular que le permite teñir con índigo a lo largo del año. Después, durante la era Edo (1600-1868), el añil se convierte en el color símbolo de las gentes corrientes. Otra de las características de esta era es el desarrollo del concepto estético "wabi-sabi" : los colores "discretos" se imponen entonces sobre los colores llamativos. Se presentan una treintena de plantas en esta zona, entre las cuales : Punica granatum, Phyllostachys nigra, Taxus cuspidata, Malus sieboldii...

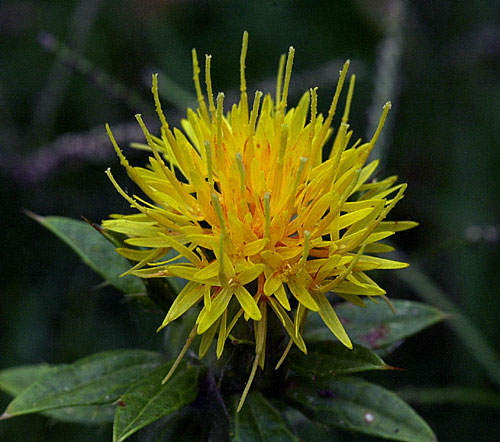
Inflorescencia del Carthamus tinctorius.

- Sendero de la época Contemporánea, la técnica del tinte artificial se introduce en Japón a mediados de la era Meiji (1868-1912) y se desarrolla muy rápidamente en detrimento del tinte vegetal. A pesar de todo, Japón está redescubriendo la riqueza de sus tradiciones y el deseo de preservar esta herencia cultural se hace sentir cada vez más a lo largo del país. Una treintena de plantas se exhiben en esta zona, entre las cuales : Prunus armeniaca, Chaenomeles sinensis, Chaenomeles speciosa, Cornus officinalis...
- Invernadero, que alberga las plantas tintóreas que se encuentran habitualmente en Okinawa y en las regiones tropicales del sur de Asia, plantas tales como la clase Coffea, Strobilanthes cusia, Alpinia zerumbet...
- Edificio principal que alberga las salas de exposiciones y talleres de tinte, con una tarifa de entrada.